# Оки (посёлок)
Оки (яп. 大木町 О:ки-мати) — посёлок в Японии, находящийся в уезде Мидзума префектуры Фукуока. Площадь посёлка составляет 18,43 км², население — 14 229 человек (1 августа 2014), плотность населения — 772,06 чел./км².

## Географическое положение
Посёлок расположен на острове Кюсю в префектуре Фукуока региона Кюсю. С ним граничат города Окава, Куруме, Янагава, Тикуго.

## Население
Население посёлка составляет 14 229 человек (1 августа 2014), а плотность — 772,06 чел./км². Изменение численности населения с 1980 по 2005 годы:
| 1980 | 12 721 чел. |  |
| 1985 | 13 177 чел. |  |
| 1990 | 13 232 чел. |  |
| 1995 | 13 525 чел. |  |
| 2000 | 13 862 чел. |  |
| 2005 | 14 282 чел. |  |

## Символика
Деревом посёлка считается гинкго, цветком — космея.